# Podauchenius
Podauchenius is een geslacht van hooiwagens uit de familie Assamiidae.
De wetenschappelijke naam Podauchenius is voor het eerst geldig gepubliceerd door Sørensen in 1896. 

## Soorten
Podauchenius is monotypisch en omvat slechts de volgende soort:
- Podauchenius longipes